# Parlamentswahl in Georgien 2024
- KO: 89
- FG: 12
- SG: 14
- KW: 19
- Einheit: 16

Die Wahl zum 10. Georgischen Parlament fand am 26. Oktober 2024 statt. Der Wahlkampf war geprägt von einer Blockbildung mehrerer Oppositionsbündnisse, die eine stärkere Integration nach Westen in die Europäische Union und die NATO befürworten, gegen die regierende Partei Georgischer Traum, die als russlandnah wahrgenommen wird. Das verkündete Wahlergebnis, ein Sieg der Regierungspartei mit absoluter Mehrheit, wurde angezweifelt. Beobachter sprechen von Wahlbetrug und Wahlbeeinflussung bis hin zu Bedrohungen und Stimmkauf vor und während der Wahl. Mehrere Institute kommen zur Einschätzung, dass das verkündete Wahlergebnis statistisch unmöglich oder nur durch Wahlbetrug zu erklären ist. Infolgedessen kam es zu anhaltenden Protesten sowie einer Ablehnung und Anfechtung des Wahlergebnisses durch die Opposition. Die Rechtmäßigkeit des noch während der Anfechtung konstituierten neuen Parlaments wird von Verfassungsrechtlern in Zweifel gezogen. Die danach von der Partei Georgischer Traum verkündete Aussetzung der Beitrittsverhandlungen Georgiens mit der Europäischen Union und die rechtlich umstrittene Präsidentschaftswahl verursachten eine erneute Protestbewegung und führten zu einer innenpolitischen Krise.

## Wahlsystem
Im Zuge einer Wahlrechtsreform wurde 2024 erstmals nach einem reinen Verhältniswahlrecht gewählt. Die Sperrklausel wurde wieder auf 5 % erhöht. Kandidaten konnten nur von Parteien nominiert werden; die Bildung von überparteilichen Wahlbündnissen war nicht möglich. Das neue Wahlrecht ermöglichte zudem einen leichten Mehrheitsbonus für die stärksten Parteien. In Wahllokalen mit mehr als 300 Wahlberechtigten wurde erstmals ein elektronisches Wahlsystem angewendet. Der ausgefüllte Stimmzettel ging in eine Zählmaschine. Die elektronische Wahlausrüstung war dabei nicht mit dem Internet verbunden, um Manipulationen zu verhindern. 3,5 Millionen Georgier waren wahlberechtigt.

## Ausgangslage

### Parlamentswahl 2020 und politische Krise (2020–2021)
Bei der Wahl 2020 wurde die Partei Georgischer Traum (KO) erneut mit Abstand stärkste Kraft und konnte so die absolute Mehrheit im Parlament verteidigen. Die neu angetretenen Parteien EG, Lelo, SA, Girtschi und Ci konnten ebenfalls ins Parlament einziehen. Die Vereinte Nationale Bewegung (ENM) blieb zweitstärkste Kraft.
Am Sonntag nach der Wahl erklärte der ENM-Kandidat für das Premierministeramt und frühere Staatspräsident Micheil Saakaschwili, die Wahlen seien manipuliert worden und die Opposition habe einen Wahlsieg errungen, während Vertreter des KO sich zum Wahlsieger erklärten. Internationale Beobachter schätzten die Wahlen als insgesamt frei ein, auch wenn es zu Ungereimtheiten gekommen sei.
Am 2. November 2020 riefen Vertreter aller ins Parlament gewählter Oppositionsparteien zu Protesten auf und erklärten, ihre Mandate in der neuen Legislaturperiode nicht anzutreten. Sie forderten geschlossen Neuwahlen und boykottierten die Stichwahlen für die Direktmandate. Von Diplomaten zwischenzeitlich initiierte Vermittlungsgespräche zwischen Regierung und Opposition scheiterten, sodass sich das Parlament am 11. Dezember 2020 ohne die Anwesenheit von Oppositionsabgeordneten konstituierte. Die Oppositionsparteien ENM, EG, Lelo, SA und SLP beantragten die Annullierung ihrer Wahllisten, welcher am 15. Dezember 2020 von der Georgischen Wahlkommission stattgegeben wurde. Das bedeutet, dass die Sitze dieser Parteien im Parlament bei Mandatsverzicht nicht nachbesetzt werden.
Nachdem drei der vier APG-Abgeordneten, unter ihnen die Parteichefin Irma Inaschwili, von ihren Mandaten zurückgetreten waren, verließen der verbliebene Abgeordnete sowie die drei Nachrücker auf der Liste die APG und gründeten die Europäische Sozialistische Partei Georgiens. Der Spitzenkandidat der libertären Partei Girtschi, Surab Dschaparidse, überwarf sich mit seinen Fraktionskollegen und gründete die Partei Girtschi – Mehr Freiheit. Einem von der Opposition angestrebten kompletten Verzicht auf ihre Mandate wurde nicht stattgegeben. Im Laufe des Dezembers erklärten weitere Abgeordnete die Annahme ihrer Mandate. Sowohl die Abgeordneten der Europäischen Sozialisten als auch die Fraktion der Bürgerpartei (Ci) begannen mit ihrer parlamentarischen Arbeit. Der Vorsitzende der ENM, Grigol Waschadse, der für Verhandlungen mit der Regierungsfraktion zur Lösung der politischen Krise plädierte, erklärte im Dezember seinen Austritt aus der Partei.
Premierminister Giorgi Gacharia wurde vom Parlament im Amt bestätigt, erklärte aber bereits am 18. Februar 2021 seinen Rücktritt, nachdem der neue ENM-Vorsitzende Nika Melia festgenommen worden war. Als Nachfolger Gacharias wurde Irakli Gharibaschwili nominiert, der bereits von 2013 bis 2015 Premierminister war und als enger Vertrauter des KO-Gründers Bidsina Iwanischwili gilt. Gacharia initiierte daraufhin die Gründung einer eigenen Partei (Für Georgien), der sich zunächst sechs der 90 KO-Abgeordneten anschlossen. Iwanischwili, der bis dato noch als KO-Parteivorsitzender amtierte, zog sich ebenfalls aus der Politik zurück und wurde in seinem Amt vom früheren Parlamentspräsidenten Irakli Kobachidse abgelöst.
Zur Auflösung der politischen Blockade begannen im März 2021 Verhandlungen unter der Schirmherrschaft des EU-Ratspräsidenten Charles Michel, an denen sich Vertreter der Regierung und Teile der Opposition beteiligten. Die Verhandlungen mündeten am 19. April 2021 in einem Abkommen, gemäß dem sich die Regierung bereiterklärte, Wahlrechtsreformen durchzuführen und Neuwahlen abzuhalten, sollte der KO bei den anstehenden Kommunalwahlen im Oktober weniger als 43 % der Stimmen erhalten. Zusätzlich wurde Nika Melia im Mai auf Kaution freigelassen. Die Oppositionsabgeordneten wiederum nahmen ihre parlamentarische Arbeit auf und beendeten den Boykott parlamentarischer Institutionen. Die ENM beteiligte sich zunächst nicht an den Verhandlungen, beendete aber Ende Mai ihren Boykott. Im Juli 2021 verließ der KO einseitig das Abkommen und beschuldigte die Opposition, die Vereinbarung nicht eingehalten zu haben, was von Vertretern der Vereinigten Staaten und diverser Nichtregierungsorganisationen kritisiert wurde.

### Rückkehr Saakaschwilis und Ukraine-Krieg (2021–2023)
Einen Tag vor Abhalten der Kommunalwahlen am 2. Oktober 2021 kehrte Micheil Saakaschwili überraschend nach Georgien zurück und wurde umgehend festgenommen. Er protestierte mehrfach in Form von Hungerstreiks gegen seine Inhaftierung. Verschiedene Oppositionspolitiker schlossen sich diesen in Solidarität mit dem Ex-Präsidenten ebenfalls an. Die ENM boykottierte zusätzlich bis Januar 2022 erneut die Parlamentsarbeit.
Bei den Kommunalwahlen selbst musste der KO zwar Verluste hinnehmen, wurde aber mit 46,7 Prozent der Stimmen landesweit stärkste Partei. Die ENM legte deutlich auf 30,7 Prozent zu. Gacharias Partei „Für Georgien“ erreichte 7,8 Prozent. Die meisten Kommunen, darunter die Hauptstadt Tiflis, blieben unter Kontrolle der Regierungspartei, allerdings konnte die Opposition einzelne Munizipalitäten (z. B. Rustawi und Sugdidi) vom KO zurückgewinnen.

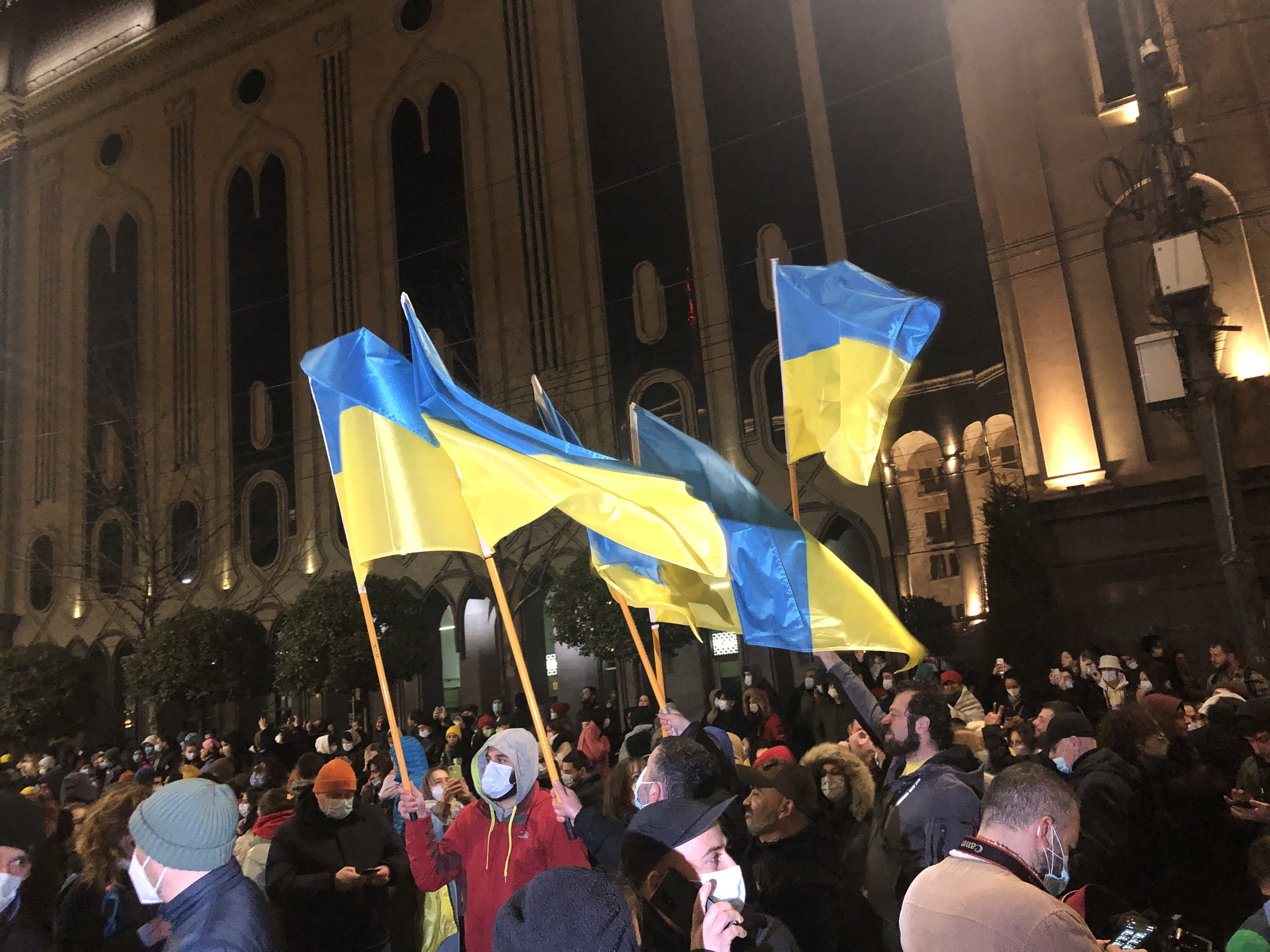
Solidaritätsdemonstration für die Ukraine am 26. Februar 2024 in Tiflis

Nach dem Beginn des russischen Überfalls auf die Ukraine am 24. Februar 2022 schloss sich die georgische Regierung nicht den Sanktionen gegen Russland an, woraufhin es zu Protesten gegen Premierminister Gharibaschwili kam. Vertreter der Regierungspartei warfen der Ukraine mehrfach vor, Georgien zum Öffnen einer „zweiten Front“ gegen Russland zu drängen. Im August 2022 verließ eine Reihe anti-westlicher KO-Abgeordneter die Partei, um die Fraktion „Volksmacht“ zu gründen. Der KO verlor dadurch seine absolute Mehrheit im Parlament, wurde aber weiterhin von der „Volksmacht“ gestützt.
Nachdem die Ukraine am 28. Februar 2022 einen Antrag auf EU-Mitgliedschaft gestellt hatte, folgte Georgien am 3. März 2022, gemeinsam mit der Republik Moldau. Während die Europäische Union der Ukraine und Moldau im Juni 2022 den Kandidatenstatus erteilte, wurde Georgien eine „europäische Perspektive“ versprochen. Georgien müsste demnach zunächst 12 Bedingungen erfüllen, um den Kandidatenstatus zu erhalten.
Im Januar 2023 löste Lewan Chabeischwili, ein Vertrauter des Ex-Premierministers Wano Merabischwili, Nika Melia als ENM-Vorsitzenden ab. Infolgedessen verließen mehrere Abgeordnete der ENM die Partei, darunter die Fraktionsvorsitzende Chatia Dekanoidse.

### Proteste und EU-Kandidatenstatus
Im März 2023 kam es zu den landesweit größten Protesten in Georgien seit 2019, nachdem der KO und „Volksmacht“ versucht hatten, ein Gesetz zu verabschieden, das Nichtregierungsorganisationen und unabhängige Medien, die teilweise aus dem Ausland finanziert werden, verpflichtet hätte, sich als „ausländische Agenten“ zu deklarieren. Der Gesetzentwurf wurde von den Demonstranten als Hindernis für den möglichen EU-Kandidatenstatus betrachtet. Beobachter zogen Parallelen zu einem in Russland 2012 verabschiedeten Gesetz. Infolge der Proteste zog die Regierung das Gesetz am 10. März 2023 zurück.
Im September 2023 strengte der KO ein Amtsenthebungsverfahren gegen die Präsidentin Salome Surabischwili an, nachdem sie ohne Erlaubnis der Regierung Auslandsreisen unternommen hatte, um für den EU-Kandidatenstatus zu werben. Vertreter der Europäischen Union und der Opposition kritisierten das Vorgehen der Regierung. Die für eine Amtsenthebung notwendige Zweidrittelmehrheit wurde nicht erreicht und Surabischwili blieb im Amt. Im November 2023 wurde bekannt, dass die EU-Kommission beabsichtigt, Georgien den Kandidatenstatus im Dezember zu verleihen.
Die ENM, die zwischenzeitlich von heftigen Auseinandersetzungen zwischen ihrem alten Vorsitzenden Nika Melia und dem neuen Parteichef Lewan Chabeischwili betroffen war, spaltete sich im Dezember 2023. Melia verließ die ENM und kündigte die Gründung einer eigenen Partei an. Mehr als 300 Mitglieder traten anschließend aus der Partei aus. Die ENM verlor damit seit Beginn der Legislaturperiode mehr als die Hälfte ihrer Fraktionsmitglieder und einen signifikanten Teil ihrer lokalen Mandatsträger durch Austritte. Im März 2024 wurde schließlich die neue Partei Achali gegründet, die von Melia und dem ehemaligen Oppositionsjournalisten Nika Gwaramia angeführt wird. Chabeischwili trat im Juni 2024 aus gesundheitlichen Gründen vom Parteivorsitz zurück und wurde von Tinatin Bokutschawa abgelöst.
Am 30. Dezember 2023 kehrte Iwanischwili erneut in die Politik zurück und wurde zum Ehrenvorsitzenden des KO gewählt. Im Februar trat Gharibaschwili schließlich als Premierminister zurück und wurde Ko-Vorsitzender. Als Regierungschef folgte ihm der bisherige Parteivorsitzende Irakli Kobachidse nach.
Im April 2024 flammten die Proteste wieder auf, nachdem die Regierung erneut das sogenannte Agentengesetz ins Parlament eingebracht hatte. Am 30. April 2024 sagte Staatspräsidentin Surabischwili anlässlich des Tags der Armee: „Jene, die die Saat von Konfrontation und Provokation säen, sind gegen die Armee und das Vaterland.“ Damit war die Regierungspartei Georgischer Traum gemeint. Ministerpräsident Kobachidse warf ihr „Hochverrat“ vor. Die Gegner der Partei Georgischer Traum werfen Kobachidse vor, er verrate die Annäherung Georgiens an EU und NATO und liefere Georgien Russland aus. Das Agentengesetz wurde nach massiven Protesten schlussendlich am 28. Mai 2024 verabschiedet und trat im September in Kraft. Der EU-Beitrittsprozess wurde daraufhin auf Eis gelegt. Im Juni brachten die Regierungsfraktionen einen Gesetzesvorschlag zur Bekämpfung sogenannter LGBT-Propaganda ins Parlament ein, der im September verabschiedet wurde. Präsidentin Surabischwili unterzeichnete das Gesetz nicht, legte aber auch kein Veto ein, sodass es nach Unterzeichnung durch den Parlamentspräsidenten im Oktober in Kraft trat. Auch dieses Gesetzesvorhaben wurde von der EU als Förderung von Diskriminierung und Stigmatisierung kritisiert.
Am 7. Oktober 2024 kündigte Parlamentspräsident Schalwa Papuaschwili die Einleitung eines erneuten Amtsenthebungsverfahrens gegen Surabischwili an, da sie mit ihren unautorisierten Auslandsbesuchen „kontinuierlich die Verfassung breche“.

## Parteien und Kandidaten

### Parteien
Gemäß dem neuen Wahlrecht ist es nicht mehr möglich, dass sich Parteien zu formalen Wahlkoalitionen zusammenschließen. Umgangen werden kann dies nur durch Parteifusionen bzw. unabhängige Kandidaturen von Parteimitgliedern, die dann auf der Liste der jeweils anderen Partei kandidieren.
Die folgenden Parteien bzw. informellen Wahlbündnisse kandidieren bei der Parlamentswahl und sind bzw. waren in der laufenden Legislaturperiode im Parlament vertreten.
| Logo | Logo | Partei | Ausrichtung                                                     | Spitzenkandidat             | Sitze 2020 | Sitze vor der Wahl (Stand Oktober 2024) |
| ---- | ---- | --- | --------------------------------------------------------------- | --------------------------- | ---------- | --------------------------------------- |
|      |      | Georgischer Traum (KO) - Georgischer Traum - Volksmacht | Catch-all-Partei Sozialkonservatismus                           | Bidsina Iwanischwili Anm. 1 | 90/150     | 84/150                                  |
|      |      | Einheit – Nationale Bewegung (Ertianoba) - Vereinte Nationale Bewegung - Strategia Aghmashenebeli - Europäisches Georgien                                                 | Mitte bis Mitte-rechts Liberaler Konservatismus Pro-Europäismus | Tinatin Bokutschawa         | 33/150     | 17/150                                  |
|      |      | Für Georgien (FG) - Für Georgien - Konservative Partei Georgiens | Mitte-links Pro-Europäismus                                     | Giorgi Gacharia             | 0/150      | 5/150                                   |
|      |      | Starkes Georgien (SG) - Lelo für Georgien - Bürger - Für die Menschen - Freiheitsplatz                                                                                    | Catch-all-Partei Zentrismus Pro-Europäismus                     | Mamuka Chasaradse           | 6/150      | 4/150                                   |
|      |      | Girtschi | Libertarismus                                                   | Iago Chwitschia             | 4/150      | 4/150                                   |
|      |      | Koalition für den Wandel (KW) - Achali - Girtschi – Mehr Freiheit - Droa - Republikanische Partei Georgiens                                                               | Liberalismus Pro-Europäismus                                    | Nana Malaschchia            | 2/150      | 4/150                                   |
|      |      | Allianz der Patrioten Georgiens (APG) - Allianz der Patrioten Georgiens - Konservative Bewegung – AltInfo - Georgische Idee - Christlich-Demokratische Bewegung Georgiens | Nationalkonservatismus Pro-Russland                             | Irma Inaschwili             | 4/150      | 0/150                                   |
|      |      | Georgische Arbeiterpartei (SLP) | Linkspopulismus Sozialdemokratie                                | Schalwa Natelaschwili       | 1/150      | 0/150                                   |

Die folgenden Kleinparteien haben ebenfalls gültige Wahllisten eingereicht:
- Europäische Demokraten (ევროპელი დემოკრატები)
- Linke Allianz (მემარცხენე ალიანსი)
- Georgien wandeln (შეცვალე საქართველო)
- Georgien (საქართველო)
- Unser Einiges Georgien (ჩვენი გაერთიანებული საქართველო)
- Georgische Einheit (ქართველ ერთობა)
- Tribuna (ტრიბუნა)
- Wir (ჩვენ)
- Freies Georgien (თავისუფალი საქართველო)
- Einheits- und Entwicklungspartei Georgiens (საქართველოს ერთობისა და განვითარების პარტია)

Spitzenkandidaten der in der scheidenden Legislaturperiode im Parlament vertretenen Parteien
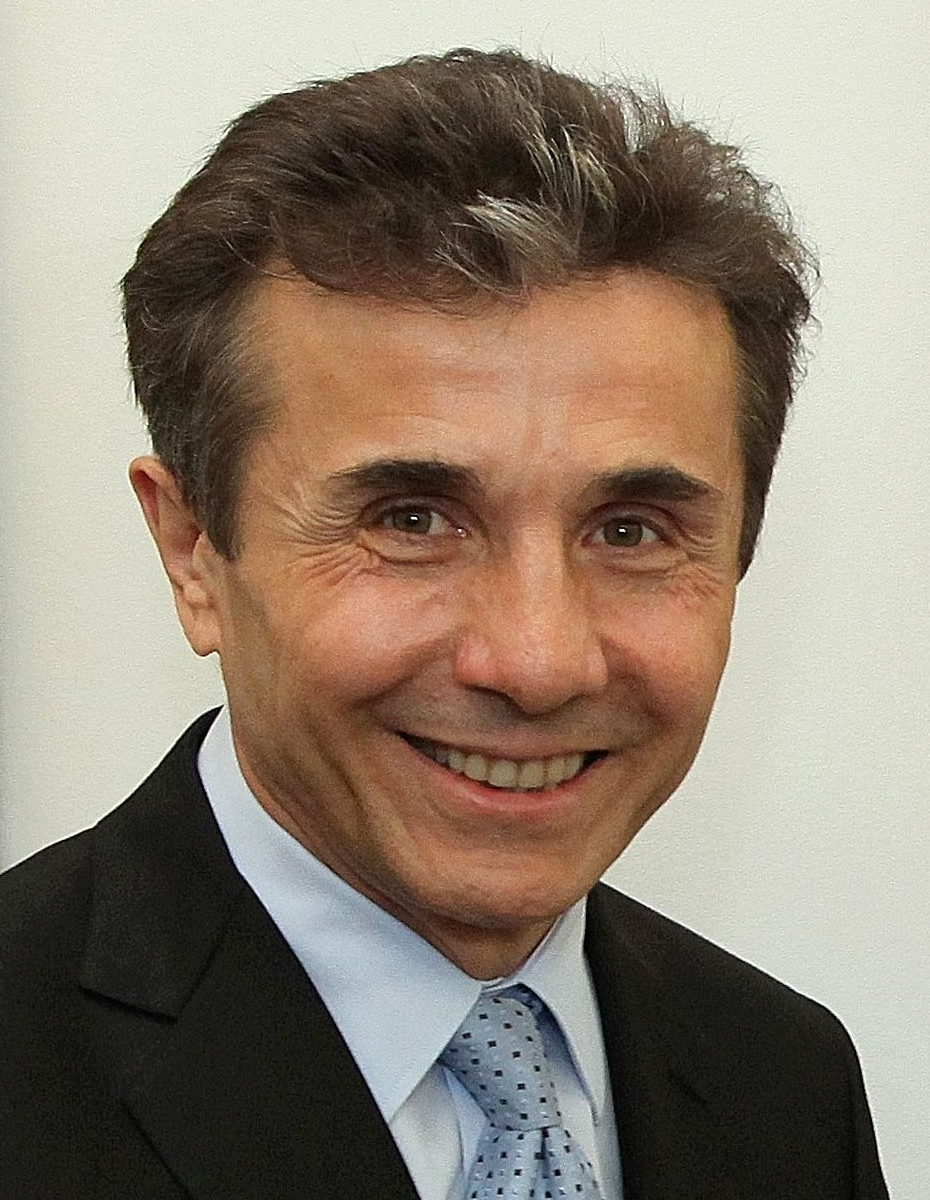
Bidsina Iwanischwili Anm. 1 Georgischer Traum
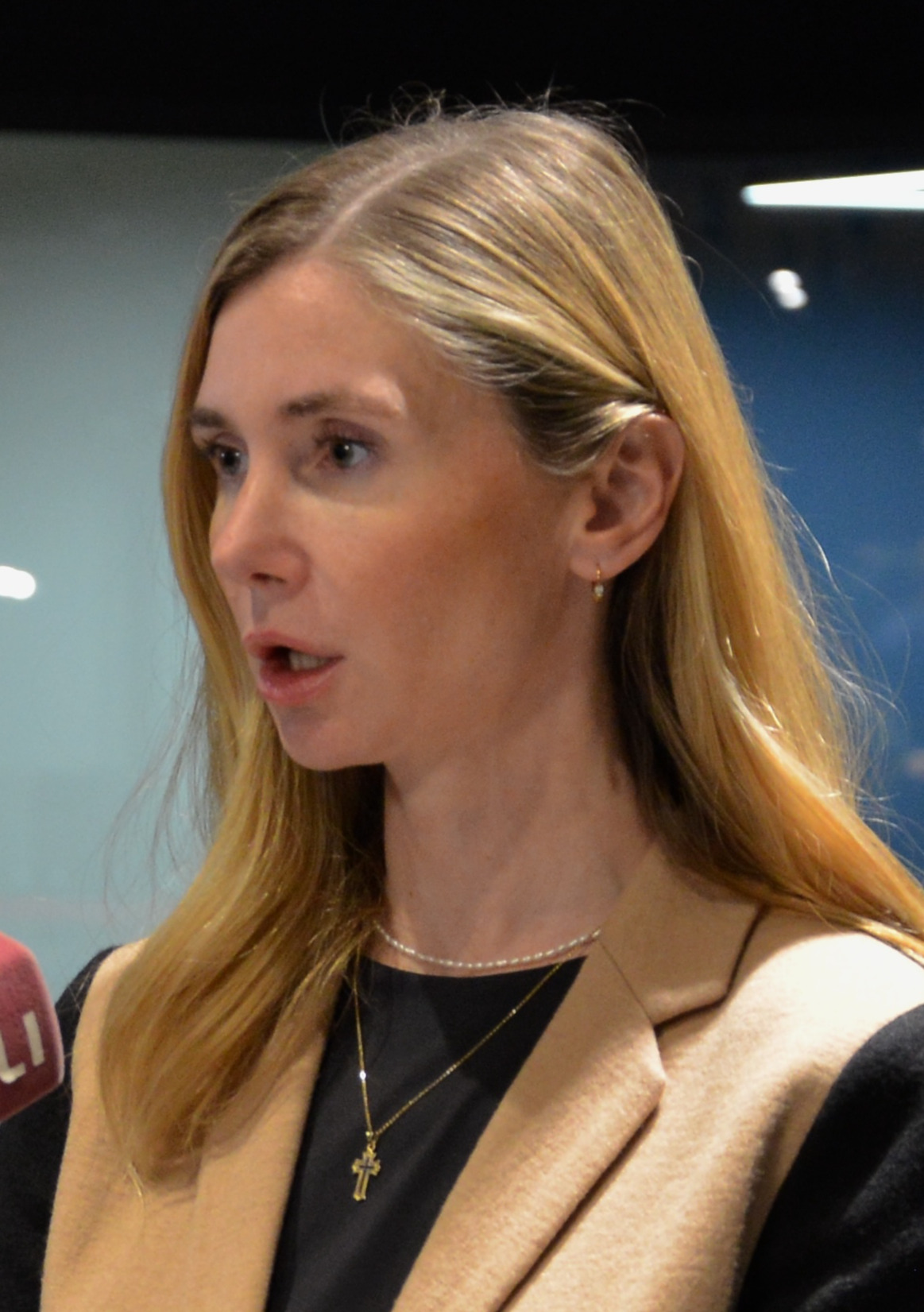
Tinatin Bokutschawa Ertianoba
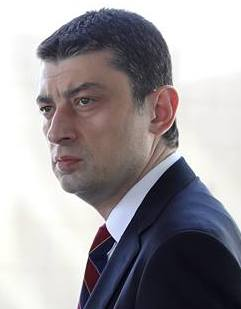
Giorgi Gacharia Für Georgien
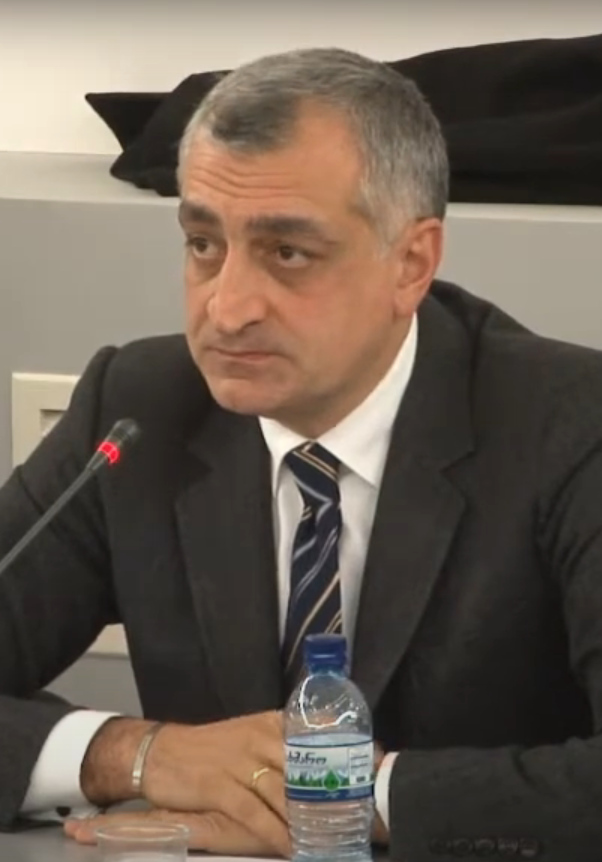
Mamuka Chasaradse Starkes Georgien
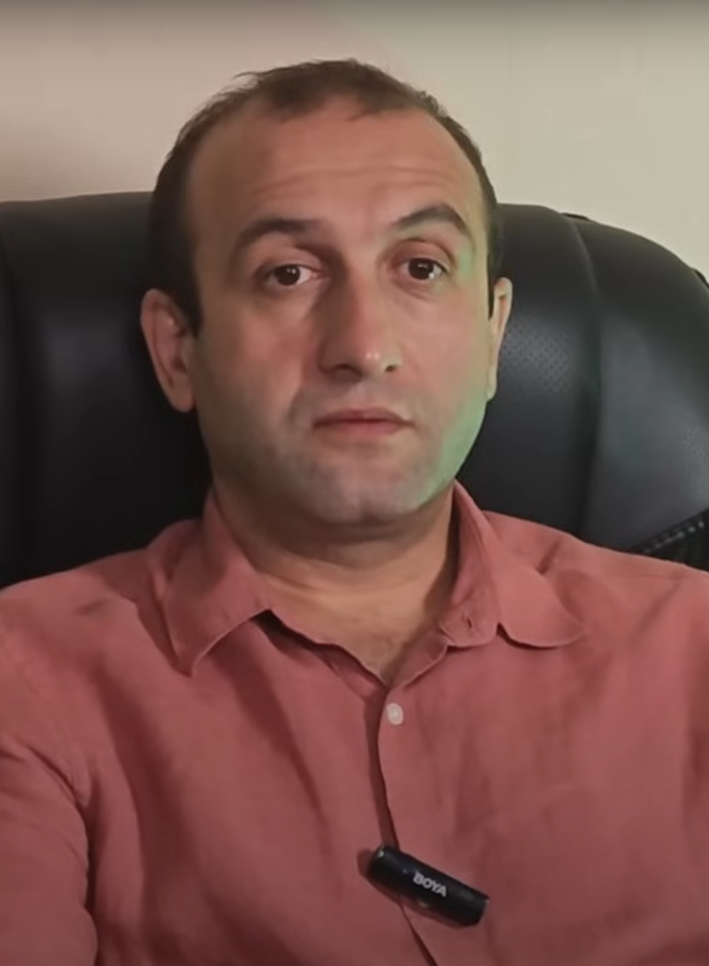
Iago Chwitschia Girtschi
Nana Malaschchia Koalition für den Wandel
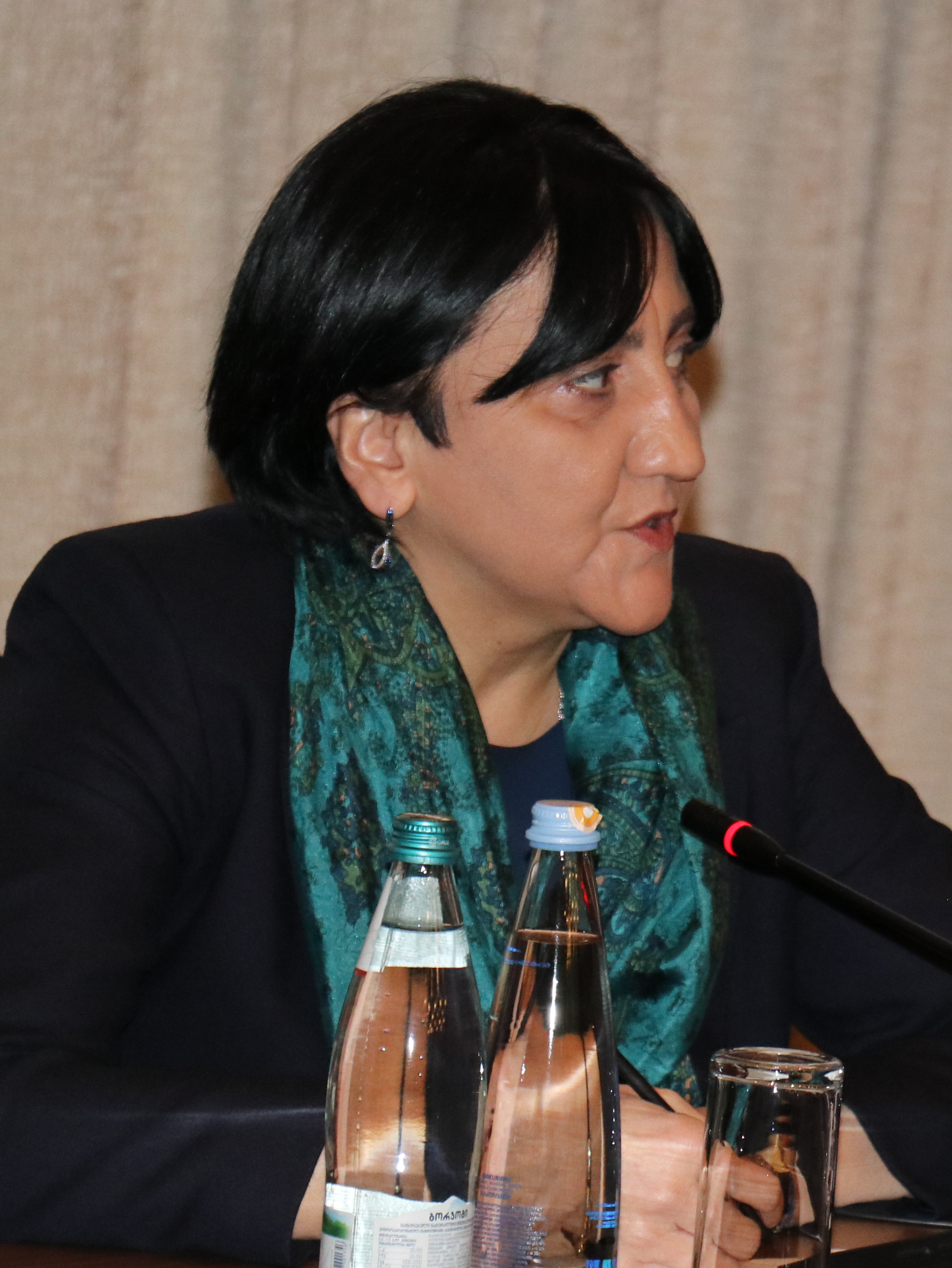
Irma Inaschwili Allianz der Patrioten Georgiens
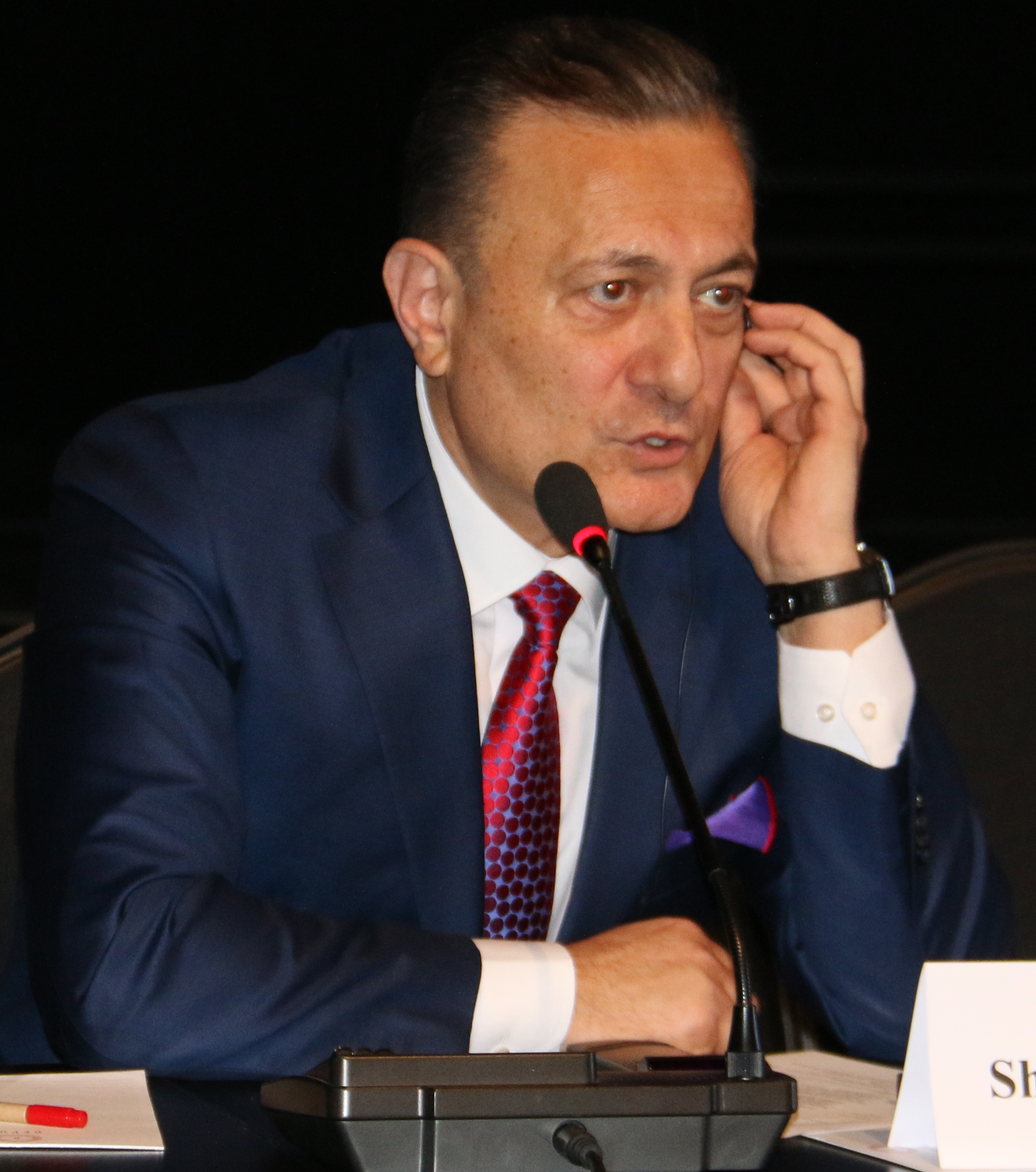
Schalwa Natelaschwili Georgische Arbeiterpartei

#### Georgische Charter
Am 26. Mai 2024 kündigte die georgische Präsidentin Salome Surabischwili die Gründung einer Georgischen Charter an, welche als loses Rahmenabkommen zur Konsolidierung der pro-westlichen Kräfte angedacht ist. Die an der Charter teilnehmenden Parteien verpflichten sich, ein umfassendes Reformprogramm zur Annäherung an die Europäische Union zu verabschieden. Demnach soll das sogenannte Agentengesetz abgeschafft werden sowie das Justiz- und das Wahlsystem grundlegend reformiert werden. Die Regierung soll aus einem Expertenkabinett bestehen, welches von der Präsidentin nominiert wird. Nach Abschluss des Reformprogramms sollen im Herbst 2025 Neuwahlen abgehalten werden. Sämtliche pro-westliche Oppositionsparteien schlossen sich der Charter an.

## Wahlkampf
Beobachter sehen die Wahl als Entscheidung zwischen einem europäischen Kurs, für den die Opposition stehe, und einer Wiederannäherung an Russland, die die Regierungspartei verfolge. Die Regierungspartei gab das Ziel aus, eine Zweidrittelmehrheit zu erlangen, um die Verfassung ändern zu können und Oppositionsparteien zu verbieten. Direkt vor der Wahl wurde das Ziel auf drei Viertel der Parlamentssitze erhöht. Parteigründer Bidsina Iwanischwili mischte sich, anders als früher, aktiv in den Wahlkampf ein und sieht alle Oppositionsparteien sowie die Präsidentin als ein Kollektiv. Bei einer Kundgebung forderte er einen „Nürnberger Prozess“ für „die vaterlandslosen Gesellen“ und „ausländischen Agenten“. Die Wahlversprechen der Regierung umfasst auch eine Stärkung des christlich-orthodoxen Glaubens, die jedoch auch in der Kirche nicht unumstritten ist, da staatliche Einflussnahme befürchtet wird. Die Religion wie auch Familienwerte und ein Verbot von „LGBT-Propaganda“ sollen in der Verfassung verankert werden. In Bezug auf die von Russland kontrollierten Gebiete Abchasien und Südossetien werden Hoffnungen auf eine Verhandlungslösung mit Russland genährt, wobei deren konkreter Inhalt unklar blieb. Es wird eine Reintegration zum Preis der Aufgabe der Westintegration Georgiens vermutet. Iwanischwili sprach sich für eine Entschuldigung für den Krieg in Südossetien 2008 und für die Politik in Abchasien in den 1990ern aus, was in Abchasien positiv aufgenommen wurde. Auch wolle man Georgiens Verwaltung und Struktur an die neuen Realitäten anpassen. Nach anhaltenden Spekulationen wies er jedoch die Vermutung zurück, man wolle eine Konföderation mit Südossetien und Abchasien bilden. Darüber hinaus wirbt die Partei, die Sanktionen gegen Russland und eine Unterstützung der Ukraine ablehnt, damit, in Georgien Frieden erhalten zu haben und schürt Angst, dass die Opposition und internationale Akteure Georgien in einen Krieg gegen Russland ziehen wollten. Die Regierungspartei wirbt weiter mit EU-Symbolik, während sie der EU und der Opposition die Schuld für die Probleme im Land gibt. Ihren Kurs gegenüber Russland bezeichnet der KO als pragmatisch, eine Wiederbelebung der Beziehungen zu westlichen Staaten erhoffe man sich nach dem Ende des Kriegs in der Ukraine und will dann die Integration in die EU fortsetzen. Währenddessen wolle man die Beziehungen zu China vertiefen. Wirtschaftspolitisch verspricht der KO, die Arbeitslosigkeit auf 4 % zu senken, indem 200.000 neue Arbeitsplätze geschaffen werden und den durchschnittlichen Monatslohn auf ca. 1.300 € anzuheben. Ebenso solle die Beamtenpension erhöht werden. Bildung, Kultur, Infrastruktur, Sport und Gesundheitseinrichtungen sollen wie auch das Militär ausgebaut werden. Neben der Wiederherstellung der territorialen Integrität sei der Kampf gegen die Armut das Hauptziel für die nächste Legislaturperiode.
Die Opposition setzt für einen Wahlsieg auf die Mobilisierung von Nichtwählern. Die Bündnisse streben eine gemeinsame Koalitionsregierung an, die als Übergangsregierung Reformen umsetzen und dann Neuwahlen ausrufen soll. Sie positionieren sich für eine stärkere Integration in westliche Bündnisse, um Georgien vor Russland zu schützen. Die zuletzt von der Regierung durchgebrachten, als undemokratisch eingeordneten Gesetze sollen wieder abgeschafft werden. Die inzwischen russlandnahe Politik des KO sei ein Verrat an Georgiens Zukunft. Präsidentin Surabischwili warf der Regierung vor, das politische System zu destabilisieren und Wähler einzuschüchtern. Im Falle eines Wahlsiegs des KO drohe ihre Amtsenthebung und Verhaftung. Sie warb für eine Mehrparteienregierung, um die drohende Einparteienherrschaft abzuwenden, da so kein Einzelner mehr zu viel Macht konzentrieren könne. Das Bündnis Einheit unter Führung der ENM setzte im Wahlkampf vor allem auf Wirtschaftspolitik und den Kampf gegen Korruption. Die Koalition für den Wandel besteht aus mehreren liberalen Parteien, die vor allem die städtische Wählerschaft ansprechen und teils stark antirussische Positionen einnehmen. Ähnlich positioniert sich das Bündnis Starkes Georgien unter der Führung der Partei Lelo, die von früheren Bankern geführt und als wirtschaftskompetent und wirtschaftsnah gilt. Andere Partner im Bündnis setzen sich vor allem für Bürgerrechte und die Stärkung der Zivilgesellschaft ein. Der allein antretenden Partei Für Georgien werden Chancen vor allem unter Beschäftigten im öffentlichen Dienst und älteren Wählern zugesprochen. Ebenfalls allein tritt die libertäre Oppositionspartei Girtschi an, die nach einer Spaltung einen Teil ihrer Anhängerschaft verloren hat. Einige ihrer Initiativen, wie die zur Abschaffung der Geschlechterquoten bei Wahlvorschlägen, wurden von der Regierung übernommen, was ihrem Ruf innerhalb der Opposition schadete. Die georgische Arbeiterpartei fokussierte ihren Wahlkampf auf soziale und ökonomische Themen. Die Allianz der Patrioten vereint mehrere Parteien, die eine konservativere Politik als die der Regierung bis hin zu rechtsradikalen und minderheitenfeindlichen Inhalten fordern und sich noch stärker nach Russland orientieren wollen.
Der regierungsnahe Sender POSTV konfrontierte den Vorsitzenden der oppositionellen Partei Lelo mit dessen angeblicher armenischer Abstammung, die dieser bestritt. Die Minderheitenorganisation Multinational Georgia warf dem Sender und der Regierung vor, mit minderheiten- beziehungsweise hier armenierfeindlichen Stereotypen Stimmung gegen die Opposition zu machen. Wahlbeobachter berichteten in den Wochen vor der Wahl außerdem von gefälschten Nachrichten, die über TikTok verbreitet wurden und die Opposition diskreditieren sollen. Mit künstlicher Intelligenz seien in den anonym verbreiteten Videos die Stimmen von Oppositionspolitikern nachgeahmt worden. Auch falsche Unterstützer der Opposition, die sie in ein schlechtes Licht rücken sollen, wurden entdeckt.
Eine Woche vor der Wahl fand in Tiflis eine Kundgebung mit zehntausenden Teilnehmern statt, die unter dem Motto „Georgien wählt Europa“ für eine Annäherung an die Europäische Union demonstrierten. Die Veranstaltung wurde von Nichtregierungsorganisationen organisiert und von Anhängern der Opposition dominiert; auch Präsidentin Salome Surabischwili nahm teil. Wenige Tage vor der Wahl drückte die orthodoxe Kirche Georgiens ihre Unterstützung für den KO aus.
Wahlbeobachtern unterstellten die Regierung und der russische Auslandsgeheimdienst bereits vor der Wahl, mit angeblich falschen Vorwürfen Gewalt provozieren und einen Umsturz herbeiführen zu wollen. Investigativjournalist Christo Grozev berichtet von abgehörten Nachrichten des russischen Geheimdienstes, in denen dieser eine Einmischung in Georgien für den Fall plane, dass die Regierungspartei die Wahlen nicht gewinne. Eine regierungsnahe Gruppe rief dazu auf, nach der Wahl die Wähler der Oppositionsparteien zu identifizieren und zu verurteilen, um das Land von ihnen zu „säubern“. Zwei Tage vor der Wahl wurde ein Vertreter der Oppositionspartei Für Georgien gewaltsam angegriffen, laut seinen Aussagen von 20 Anhängern Iwanischwilis, den er kurz zuvor öffentlich kritisiert hatte. Ebenfalls kurz vor der Wahl und unter Erwartung von Demonstrationen nach Ende der Wahl hat die Regierung in einem Beschluss die Blockade von Parlament, Wahlkommission und dem Gebäude des Patriarchats für Straftaten erklärt.
Beobachter befürchten, dass viele Wähler wegen der wirtschaftlichen Lage ihre Stimme an die Regierungspartei verkaufen, um ihre Arbeit zu behalten oder ein Wahlgeschenk zu bekommen. Es sollen 102 lokale und 64 internationale Organisationen die Wahl beobachten sowie 98 Medien präsent sein.

## Ergebnisse

Stimmenanteile des Georgischen Traums nach Distrikten. Nach vorläufigen Ergebnissen gewann der Georgische Traum überall die relative Stimmenmehrheit.

| Partei                   | Partei                                  | Stimmen   | %     | +/-   | Sitze | +/- |
| ------------------------ | --------------------------------------- | --------- | ----- | ----- | ----- | --- |
|                          | Georgischer Traum (KO)                  | 1.120.053 | 53,9  | +5,7  | 89    | −1  |
|                          | Koalition für den Wandel (KW)           | 229.161   | 11,0  | neu   | 19    | +19 |
|                          | Ertianoba 1                             | 211.216   | 10,2  | −24,0 | 16    | −29 |
|                          | Starkes Georgien (SG) 3                 | 182.922   | 8,8   | +4,3  | 14    | +8  |
|                          | Für Georgien (FG) 2                     | 161.521   | 7,7   | +7,5  | 12    | +12 |
|                          | Girtschi                                | 62.223    | 3,0   | +0,1  | 0     | −4  |
|                          | Allianz der Patrioten Georgiens (APG) 4 | 50.599    | 2,4   | −1,4  | 0     | −4  |
|                          | Georgische Arbeiterpartei (SLP)         | 15.103    | 0,7   | −0,3  | 0     | −1  |
| Sonstige                 | Sonstige                                | 59.084    | 2,1   | −2,9  | 0     | ±0  |
| Gültige Stimmen/Gesamt   | Gültige Stimmen/Gesamt                  | 2.076.779 | k. A. | k. A. | 150   | ±0  |
| Ungültige Stimmen        | Ungültige Stimmen                       | k. A.     | k. A. | k. A. | –     | –   |
| Wähler/Wahlbeteiligung 5 | Wähler/Wahlbeteiligung 5                | 2.077.260 | 59,1  | +3,4  | –     | –   |
| Wahlberechtigte          | Wahlberechtigte                         | 3.508.294 | –     | –     | –     | –   |

## Umfragen

Verlauf der Umfragewerte seit der Parlamentswahl 2020.

Umfragen von GORBI wurden vom regierungsnahen Sender Imedi in Auftrag gegeben, weswegen auch das Institut, dessen Ergebnisse deutlich von denen anderer abweichen, als regierungsnah eingeordnet wird. Die oppositionsnahen Sender Formula TV und Mtawari Archi sind jeweils Auftraggeber der Umfragen von Edison Research bzw. Savanta und ISSA. Ihre Umfragen prognostizierten durchweg deutliche Verluste für die Regierung. Das Umfrageinstitut Institute of Polling & Marketing erhebt Umfragen im Auftrag von IRI, CRRC erhebt seine Umfragen sowohl eigenständig als auch für NDI.
| Institut            | Datum                  | KO     | Einheit | SG    | APG   | Girtschi | SLP   | FG     | KW     | Sonst. | k. A. |
| ------------------- | ---------------------- | ------ | ------- | ----- | ----- | -------- | ----- | ------ | ------ | ------ | ----- |
| GORBI               | 12.10.2024– 21.10.2024 | 60,2 % | 15,4 %  | 3,3 % | 1,9 % | 2,8 %    | 2,0 % | 2,9 %  | 9,0 %  | 2,5 %  | —     |
| Savanta             | 11.10.2024– 20.10.2024 | 35 %   | 16 %    | 9 %   | 3 %   | 3 %      | 2 %   | 8 %    | 19 %   | 5 %    | —     |
| Edison Research     | 01.10.2024– 18.10.2024 | 34 %   | 18 %    | 10 %  | 3 %   | 4 %      | 5 %   | 11 %   | 14 %   | 1 %    | —     |
| Savanta             | 29.09.2024– 08.10.2024 | 36 %   | 14 %    | 8 %   | 3 %   | 3 %      | 2 %   | 10 %   | 18 %   | 6 %    | —     |
| GORBI               | 18.09.2024– 30.09.2024 | 59,5 % | 13,6 %  | 4,5 % | 2,5 % | 2,7 %    | —     | 3,8 %  | 10,3 % | 3,1 %  | —     |
| Edison Research     | 17.09.2024– 29.09.2024 | 33 %   | 19 %    | 12 %  | 3 %   | 4 %      | 4 %   | 11 %   | 13 %   | 1 %    | —     |
| Edison Research     | 10.09.2024– 22.09.2024 | 32,0 % | 20,0 %  | 9,9 % | 3,6 % | 4,7 %    | 5,0 % | 11,9 % | 11,9 % | 1,0 %  | —     |
| Edison Research     | 01.09.2024– 15.09.2024 | 32,3 % | 20,0 %  | 9,3 % | 3,6 % | 6,0 %    | 5,1 % | 10,5 % | 10,9 % | 2,3 %  | —     |
| Edison Research     | 29.08.2024– 08.09.2024 | 34,0 % | 19,2 %  | 9,8 % | 3,0 % | 5,9 %    | 5,1 % | 10,6 % | 9,1 %  | 3,3 %  | —     |
| Parlamentswahl 2020 | 31.10.2020             | 48,2 % | 34,1 %  | 4,5 % | 3,1 % | 2,9 %    | 1,0 % | —      | —      | 6,2 %  | —     |

| \| Institut \| Datum \| KO \| Einheit \| EG \| Lelo \| APG \| Girtschi \| Mo. \| SLP \| FdM \| FG \| G/Droa \| Achali \| Sonst. \| k. A. \| \| ------------------- \| ---------------------- \| ------ \| ------- \| ----- \| ------ \| ----- \| -------- \| ----- \| ----- \| ----- \| ------ \| ------ \| ------ \| ------ \| ----- \| \| GORBI[66] \| 24.07.2024– 04.08.2024 \| 59,3 % \| 13,1 % \| 2,2 % \| 5,8 % \| 3,0 % \| 2,1 % \| — \| — \| — \| 4,8 % \| 5,5 % \| 5,5 % \| 4,2 % \| — \| \| Edison Research[67] \| 11.07.2024– 24.07.2024 \| 32,4 % \| 17,3 % \| 1,9 % \| 12,8 % \| 2,6 % \| 5,2 % \| 2,2 % \| 3,3 % \| — \| 11,2 % \| 9,9 % \| 9,9 % \| 1,2 % \| — \| \| ISSA[68] \| 08.07.2024[A 1] \| 34,4 % \| 16,9 % \| 4,4 % \| 8,0 % \| 2,1 % \| 1,9 % \| 1,6 % \| 1,8 % \| 2,3 % \| 6,9 % \| 5,1 % \| 12,4 % \| 2,2 % \| — \| \| ISSA[69] \| 01.04.2024– 10.04.2024 \| 37,8 % \| 18,8 % \| 2,3 % \| 4,7 % \| 0,6 % \| 1,7 % \| 2,2 % \| 2,7 % \| 1,8 % \| 5,2 % \| 1,7 % \| 13,8 % \| 6,7 % \| — \| \| GORBI[70] \| 11.03.2024– 18.03.2024 \| 60,4 % \| 12,6 % \| 4,5 % \| 4,7 % \| 0,9 % \| 1,4 % \| 0,6 % \| 0,6 % \| — \| 3,7 % \| 3,0 % \| 1,6 % \| 6,0 % \| — \| \| Edison Research[71] \| 01.12.2023– 22.12.2023 \| 36,6 % \| 21,5 % \| 0,7 % \| 6,7 % \| 1,7 % \| 2,9 % \| 1,7 % \| 4,7 % \| 3,7 % \| 8,8 % \| 5,0 % \| — \| 6,0 % \| — \| \| Edison Research[72] \| 20.10.2023– 06.11.2023 \| 37 % \| 21 % \| 1 % \| 5 % \| 2 % \| 4 % \| 2 % \| 4 % \| 4 % \| 9 % \| 4 % \| — \| 7 % \| — \| \| GORBI[73] \| 30.09.2023– 20.10.2023 \| 55 % \| 20 % \| 3 % \| 4 % \| 2 % \| 1 % \| 1 % \| 2 % \| — \| 3 % \| 4 % \| — \| 5 % \| — \| \| Parlamentswahl 2020 \| 31.10.2020 \| 48,2 % \| 30,3 % \| 3,8 % \| 3,2 % \| 3,1 % \| 2,9 % \| 1,3 % \| 1,0 % \| — \| — \| — \| — \| 6,2 % \| — \| |                        |        |         |       |        |       |          |       |       |       |        |        |        |        |       |
| Institut | Datum                  | KO     | Einheit | EG    | Lelo   | APG   | Girtschi | Mo.   | SLP   | FdM   | FG     | G/Droa | Achali | Sonst. | k. A. |
| GORBI | 24.07.2024– 04.08.2024 | 59,3 % | 13,1 %  | 2,2 % | 5,8 %  | 3,0 % | 2,1 %    | —     | —     | —     | 4,8 %  | 5,5 %  | 5,5 %  | 4,2 %  | —     |
| Edison Research | 11.07.2024– 24.07.2024 | 32,4 % | 17,3 %  | 1,9 % | 12,8 % | 2,6 % | 5,2 %    | 2,2 % | 3,3 % | —     | 11,2 % | 9,9 %  | 9,9 %  | 1,2 %  | —     |
| ISSA | 08.07.2024             | 34,4 % | 16,9 %  | 4,4 % | 8,0 %  | 2,1 % | 1,9 %    | 1,6 % | 1,8 % | 2,3 % | 6,9 %  | 5,1 %  | 12,4 % | 2,2 %  | —     |
| ISSA | 01.04.2024– 10.04.2024 | 37,8 % | 18,8 %  | 2,3 % | 4,7 %  | 0,6 % | 1,7 %    | 2,2 % | 2,7 % | 1,8 % | 5,2 %  | 1,7 %  | 13,8 % | 6,7 %  | —     |
| GORBI | 11.03.2024– 18.03.2024 | 60,4 % | 12,6 %  | 4,5 % | 4,7 %  | 0,9 % | 1,4 %    | 0,6 % | 0,6 % | —     | 3,7 %  | 3,0 %  | 1,6 %  | 6,0 %  | —     |
| Edison Research | 01.12.2023– 22.12.2023 | 36,6 % | 21,5 %  | 0,7 % | 6,7 %  | 1,7 % | 2,9 %    | 1,7 % | 4,7 % | 3,7 % | 8,8 %  | 5,0 %  | —      | 6,0 %  | —     |
| Edison Research | 20.10.2023– 06.11.2023 | 37 %   | 21 %    | 1 %   | 5 %    | 2 %   | 4 %      | 2 %   | 4 %   | 4 %   | 9 %    | 4 %    | —      | 7 %    | —     |
| GORBI | 30.09.2023– 20.10.2023 | 55 %   | 20 %    | 3 %   | 4 %    | 2 %   | 1 %      | 1 %   | 2 %   | —     | 3 %    | 4 %    | —      | 5 %    | —     |
| Parlamentswahl 2020 | 31.10.2020             | 48,2 % | 30,3 %  | 3,8 % | 3,2 %  | 3,1 % | 2,9 %    | 1,3 % | 1,0 % | —     | —      | —      | —      | 6,2 %  | —     |

| \| Institut \| Datum \| KO \| ENM \| EG \| Lelo \| SA \| APG \| Girtschi \| Ci \| SLP \| FdM \| FG \| G–MT \| Sonst. \| k. A. \| \| ------------------------------------ \| ---------------------- \| ------ \| ------ \| ----- \| ----- \| --------- \| ----- \| -------- \| ----- \| ----- \| --- \| ---- \| ---- \| ------ \| ----- \| \| Institute of Polling & Marketing[74] \| 14.09.2023– 14.10.2023 \| 25 % \| 13 % \| <1 % \| 2 % \| 3 % \| 1 % \| 3 % \| 2 % \| 2 % \| 2 % \| 4 % \| 2 % \| 3 % \| 40 % \| \| Edison Research[75] \| 07.09.2023– 24.09.2023 \| 37 % \| 22 % \| 1 % \| 4 % \| (mit ENM) \| 1 % \| 4 % \| 2 % \| 4 % \| 4 % \| 10 % \| 4 % \| 7 % \| — \| \| Edison Research[76] \| 25.05.2023– 14.06.2023 \| 37 % \| 25 % \| 1 % \| 4 % \| 3 % \| 1 % \| 3 % \| 2 % \| 5 % \| 3 % \| 6 % \| 4 % \| 6 % \| — \| \| GORBI[77] \| 22.04.2023– 11.05.2023 \| 53 % \| 19 % \| 2 % \| 4 % \| 2 % \| 2 % \| 1 % \| 2 % \| 3 % \| — \| 2 % \| 3 % \| 7 % \| — \| \| CRRC Georgia[78] \| 17.03.2023– 23.03.2023 \| 20 % \| 5 % \| — \| — \| — \| — \| — \| — \| — \| — \| — \| — \| 6 % \| 69 % \| \| Institute of Polling & Marketing[79] \| 04.03.2023– 23.03.2023 \| 19 % \| 14 % \| 1 % \| 2 % \| 2 % \| <1 % \| 2 % \| 2 % \| 2 % \| 2 % \| 3 % \| 3 % \| 5 % \| 43 % \| \| GORBI[80] \| 17.11.2022– 30.11.2022 \| 52 % \| 23 % \| 3 % \| 3 % \| 3 % \| 3 % \| 2 % \| 2 % \| 1 % \| — \| 1 % \| 3 % \| 4 % \| — \| \| Institute of Polling & Marketing[81] \| 13.09.2022– 02.10.2022 \| 25 % \| 12 % \| — \| 1 % \| 2 % \| 2 % \| 2 % \| 1 % \| 2 % \| 2 % \| 3 % \| 3 % \| 5 % \| 40 % \| \| CRRC Georgia[82] \| 07.03.2022– 10.03.2022 \| 22 % \| 10 % \| — \| 3 % \| — \| 2 % \| — \| — \| — \| — \| — \| 2 % \| 2 % \| 58 % \| \| Institute of Polling & Marketing[83] \| 04.03.2022– 24.03.2022 \| 31 % \| 16 % \| — \| 2 % \| 2 % \| 1 % \| — \| 1 % \| 2 % \| 2 % \| 4 % \| 1 % \| 4 % \| 34 % \| \| CRRC Georgia[84] \| 16.11.2021– 14.12.2021 \| 26 % \| 15 % \| — \| — \| — \| 1 % \| — \| — \| — \| — \| 1 % \| 1 % \| 4 % \| 52 % \| \| Institute of Polling & Marketing[85] \| 02.02.2021– 26.02.2021 \| 35 % \| 18 % \| 3 % \| 1 % \| 3 % \| 2 % \| 2 % \| 2 % \| 2 % \| — \| — \| — \| 2 % \| 30 % \| \| Parlamentswahl 2020 \| 31.10.2020 \| 48,2 % \| 27,2 % \| 3,8 % \| 3,2 % \| 3,2 % \| 3,1 % \| 2,9 % \| 1,3 % \| 1,0 % \| — \| — \| — \| 6,2 % \| — \| |                        |        |        |       |       |           |       |          |       |       |     |      |      |        |       |
| Institut | Datum                  | KO     | ENM    | EG    | Lelo  | SA        | APG   | Girtschi | Ci    | SLP   | FdM | FG   | G–MT | Sonst. | k. A. |
| Institute of Polling & Marketing | 14.09.2023– 14.10.2023 | 25 %   | 13 %   | <1 %  | 2 %   | 3 %       | 1 %   | 3 %      | 2 %   | 2 %   | 2 % | 4 %  | 2 %  | 3 %    | 40 %  |
| Edison Research | 07.09.2023– 24.09.2023 | 37 %   | 22 %   | 1 %   | 4 %   | (mit ENM) | 1 %   | 4 %      | 2 %   | 4 %   | 4 % | 10 % | 4 %  | 7 %    | —     |
| Edison Research | 25.05.2023– 14.06.2023 | 37 %   | 25 %   | 1 %   | 4 %   | 3 %       | 1 %   | 3 %      | 2 %   | 5 %   | 3 % | 6 %  | 4 %  | 6 %    | —     |
| GORBI | 22.04.2023– 11.05.2023 | 53 %   | 19 %   | 2 %   | 4 %   | 2 %       | 2 %   | 1 %      | 2 %   | 3 %   | —   | 2 %  | 3 %  | 7 %    | —     |
| CRRC Georgia | 17.03.2023– 23.03.2023 | 20 %   | 5 %    | —     | —     | —         | —     | —        | —     | —     | —   | —    | —    | 6 %    | 69 %  |
| Institute of Polling & Marketing | 04.03.2023– 23.03.2023 | 19 %   | 14 %   | 1 %   | 2 %   | 2 %       | <1 %  | 2 %      | 2 %   | 2 %   | 2 % | 3 %  | 3 %  | 5 %    | 43 %  |
| GORBI | 17.11.2022– 30.11.2022 | 52 %   | 23 %   | 3 %   | 3 %   | 3 %       | 3 %   | 2 %      | 2 %   | 1 %   | —   | 1 %  | 3 %  | 4 %    | —     |
| Institute of Polling & Marketing | 13.09.2022– 02.10.2022 | 25 %   | 12 %   | —     | 1 %   | 2 %       | 2 %   | 2 %      | 1 %   | 2 %   | 2 % | 3 %  | 3 %  | 5 %    | 40 %  |
| CRRC Georgia | 07.03.2022– 10.03.2022 | 22 %   | 10 %   | —     | 3 %   | —         | 2 %   | —        | —     | —     | —   | —    | 2 %  | 2 %    | 58 %  |
| Institute of Polling & Marketing | 04.03.2022– 24.03.2022 | 31 %   | 16 %   | —     | 2 %   | 2 %       | 1 %   | —        | 1 %   | 2 %   | 2 % | 4 %  | 1 %  | 4 %    | 34 %  |
| CRRC Georgia | 16.11.2021– 14.12.2021 | 26 %   | 15 %   | —     | —     | —         | 1 %   | —        | —     | —     | —   | 1 %  | 1 %  | 4 %    | 52 %  |
| Institute of Polling & Marketing | 02.02.2021– 26.02.2021 | 35 %   | 18 %   | 3 %   | 1 %   | 3 %       | 2 %   | 2 %      | 2 %   | 2 %   | —   | —    | —    | 2 %    | 30 %  |
| Parlamentswahl 2020 | 31.10.2020             | 48,2 % | 27,2 % | 3,8 % | 3,2 % | 3,2 %     | 3,1 % | 2,9 %    | 1,3 % | 1,0 % | —   | —    | —    | 6,2 %  | —     |

### Szenarien
In einigen Umfragen wurde nach hypothetischen Szenarien gefragt.
| \| Institut \| Datum \| KO \| Opposition \| APG \| Girtschi \| SLP \| Sonst. \| k. A. \| \| ------------------- \| ---------------------- \| ------ \| ---------- \| ----- \| -------- \| ----- \| ------ \| ------ \| \| Edison Research[86] \| 01.09.2024– 15.09.2024 \| 38 % \| 62 % \| — \| — \| — \| — \| — \| \| Edison Research[87] \| 11.07.2024– 24.07.2024 \| 39 % \| 61 % \| — \| — \| — \| — \| — \| \| ISSA[68] \| 08.07.2024[A 1] \| 31,1 % \| 39,0 % \| 2,2 % \| 1,5 % \| 1,7 % \| 0,4 % \| 24,1 % \| \| Parlamentswahl 2020 \| 31.10.2020 \| 48,2 % \| 39,6 % \| 3,1 % \| 2,9 % \| 1,0 % \| 5,2 % \| — \| |                        |        |            |       |          |       |        |        |
| Institut | Datum                  | KO     | Opposition | APG   | Girtschi | SLP   | Sonst. | k. A.  |
| Edison Research | 01.09.2024– 15.09.2024 | 38 %   | 62 %       | —     | —        | —     | —      | —      |
| Edison Research | 11.07.2024– 24.07.2024 | 39 %   | 61 %       | —     | —        | —     | —      | —      |
| ISSA | 08.07.2024             | 31,1 % | 39,0 %     | 2,2 % | 1,5 %    | 1,7 % | 0,4 %  | 24,1 % |
| Parlamentswahl 2020 | 31.10.2020             | 48,2 % | 39,6 %     | 3,1 % | 2,9 %    | 1,0 % | 5,2 %  | —      |

| \| Institut \| Datum \| KO \| Einheit \| EG/Lelo/Ach. \| G/Droa \| APG \| Girtschi \| Mo./FG/FdM \| SLP \| Sonst. \| k. A. \| \| ------------------- \| ---------------------- \| ------ \| ------- \| ------------ \| ------ \| ----- \| -------- \| ---------- \| ----- \| ------ \| ------ \| \| Edison Research[86] \| 01.09.2024– 15.09.2024 \| 39 % \| 36 % \| 36 % \| 36 % \| — \| — \| 25 % \| — \| — \| — \| \| ISSA[68] \| 08.07.2024[A 1] \| 30,7 % \| 11,6 % \| 18,8 % \| 3,2 % \| 1,7 % \| 1,4 % \| 8,4 % \| 1,6 % \| 1,2 % \| 21,4 % \| \| ISSA[68] \| 08.07.2024[A 1] \| 30,5 % \| 11,8 % \| 22,3 % \| 22,3 % \| 1,6 % \| 1,5 % \| 8,1 % \| 1,6 % \| 1,2 % \| 21,4 % \| \| Parlamentswahl 2020 \| 31.10.2020 \| 48,2 % \| 30,3 % \| 7,0 % \| — \| 2,9 % \| 1,3 % \| 1,0 % \| 5,2 % \| 4,1 % \| — \| |                        |        |         |              |        |       |          |            |       |        |        |
| Institut | Datum                  | KO     | Einheit | EG/Lelo/Ach. | G/Droa | APG   | Girtschi | Mo./FG/FdM | SLP   | Sonst. | k. A.  |
| Edison Research | 01.09.2024– 15.09.2024 | 39 %   | 36 %    | 36 %         | 36 %   | —     | —        | 25 %       | —     | —      | —      |
| ISSA | 08.07.2024             | 30,7 % | 11,6 %  | 18,8 %       | 3,2 %  | 1,7 % | 1,4 %    | 8,4 %      | 1,6 % | 1,2 %  | 21,4 % |
| ISSA | 08.07.2024             | 30,5 % | 11,8 %  | 22,3 %       | 22,3 % | 1,6 % | 1,5 %    | 8,1 %      | 1,6 % | 1,2 %  | 21,4 % |
| Parlamentswahl 2020 | 31.10.2020             | 48,2 % | 30,3 %  | 7,0 %        | —      | 2,9 % | 1,3 %    | 1,0 %      | 5,2 % | 4,1 %  | —      |

### Politische Stimmung
Bei den folgenden Umfragen wurde nicht nach einer direkten Wahlabsicht gefragt, sondern nach der allgemeinen politischen Stimmung („Welche Partei steht Ihnen am nächsten?“).
| \| Institut \| Datum \| KO \| ENM \| EG \| Lelo \| SA \| APG \| Girtschi \| Ci \| SLP \| FdM \| FG \| G–MT \| Sonst. \| k. A. \| \| ---------------- \| ---------------------- \| ---- \| ---- \| --- \| ---- \| --- \| --- \| -------- \| --- \| --- \| --- \| --- \| ---- \| ------ \| ----- \| \| CRRC Georgia[88] \| 16.04.2024– 13.05.2024 \| 21 % \| 4 % \| 1 % \| 1 % \| — \| — \| 1 % \| 1 % \| 1 % \| 1 % \| 1 % \| 1 % \| 8 % \| 61 % \| \| CRRC Georgia[89] \| 12.10.2023– 04.11.2023 \| 19 % \| 4 % \| — \| — \| — \| — \| — \| — \| — \| — \| — \| — \| 13 % \| 66 % \| \| CRRC Georgia[90] \| 03.12.2022– 20.12.2022 \| 25 % \| 6 % \| — \| — \| — \| — \| — \| — \| — \| — \| — \| — \| 13 % \| 56 % \| \| CRRC Georgia[91] \| 14.07.2022– 15.08.2022 \| 28 % \| 11 % \| — \| — \| 3 % \| — \| — \| — \| — \| — \| 3 % \| — \| 9 % \| 46 % \| \| CRRC Georgia[92] \| 27.05.2022– 03.07.2022 \| 30 % \| 9 % \| — \| 2 % \| 2 % \| 2 % \| — \| — \| 2 % \| — \| 2 % \| 3 % \| 4 % \| 46 % \| \| CRRC Georgia[93] \| 03.02.2022– 15.02.2022 \| 22 % \| 7 % \| — \| — \| — \| — \| — \| — \| — \| — \| — \| — \| 6 % \| 64 % \| \| CRRC Georgia[94] \| 17.12.2021– 31.01.2022 \| 24 % \| 17 % \| 1 % \| 1 % \| 1 % \| 2 % \| — \| — \| 1 % \| — \| 2 % \| 1 % \| 4 % \| 46 % \| \| CRRC Georgia[95] \| 07.12.2021– 13.12.2021 \| 24 % \| 9 % \| — \| — \| — \| — \| — \| — \| — \| — \| — \| — \| 8 % \| 59 % \| \| CRRC Georgia[96] \| 13.05.2021– 15.07.2021 \| 18 % \| 6 % \| — \| — \| — \| — \| — \| — \| — \| — \| — \| — \| 6 % \| 70 % \| \| CRRC Georgia[97] \| 17.02.2021– 24.02.2021 \| 23 % \| 7 % \| — \| — \| — \| — \| — \| — \| — \| — \| — \| — \| 7 % \| 62 % \| \| CRRC Georgia[98] \| 17.12.2020– 24.12.2020 \| 31 % \| 5 % \| — \| — \| — \| — \| — \| — \| — \| — \| — \| — \| 9 % \| 54 % \| \| CRRC Georgia[99] \| 08.12.2020– 14.12.2020 \| 30 % \| 8 % \| 2 % \| 1 % \| 1 % \| 1 % \| 2 % \| 1 % \| — \| — \| — \| — \| 2 % \| 53 % \| |                        |      |      |     |      |     |     |          |     |     |     |     |      |        |       |
| Institut | Datum                  | KO   | ENM  | EG  | Lelo | SA  | APG | Girtschi | Ci  | SLP | FdM | FG  | G–MT | Sonst. | k. A. |
| CRRC Georgia | 16.04.2024– 13.05.2024 | 21 % | 4 %  | 1 % | 1 %  | —   | —   | 1 %      | 1 % | 1 % | 1 % | 1 % | 1 %  | 8 %    | 61 %  |
| CRRC Georgia | 12.10.2023– 04.11.2023 | 19 % | 4 %  | —   | —    | —   | —   | —        | —   | —   | —   | —   | —    | 13 %   | 66 %  |
| CRRC Georgia | 03.12.2022– 20.12.2022 | 25 % | 6 %  | —   | —    | —   | —   | —        | —   | —   | —   | —   | —    | 13 %   | 56 %  |
| CRRC Georgia | 14.07.2022– 15.08.2022 | 28 % | 11 % | —   | —    | 3 % | —   | —        | —   | —   | —   | 3 % | —    | 9 %    | 46 %  |
| CRRC Georgia | 27.05.2022– 03.07.2022 | 30 % | 9 %  | —   | 2 %  | 2 % | 2 % | —        | —   | 2 % | —   | 2 % | 3 %  | 4 %    | 46 %  |
| CRRC Georgia | 03.02.2022– 15.02.2022 | 22 % | 7 %  | —   | —    | —   | —   | —        | —   | —   | —   | —   | —    | 6 %    | 64 %  |
| CRRC Georgia | 17.12.2021– 31.01.2022 | 24 % | 17 % | 1 % | 1 %  | 1 % | 2 % | —        | —   | 1 % | —   | 2 % | 1 %  | 4 %    | 46 %  |
| CRRC Georgia | 07.12.2021– 13.12.2021 | 24 % | 9 %  | —   | —    | —   | —   | —        | —   | —   | —   | —   | —    | 8 %    | 59 %  |
| CRRC Georgia | 13.05.2021– 15.07.2021 | 18 % | 6 %  | —   | —    | —   | —   | —        | —   | —   | —   | —   | —    | 6 %    | 70 %  |
| CRRC Georgia | 17.02.2021– 24.02.2021 | 23 % | 7 %  | —   | —    | —   | —   | —        | —   | —   | —   | —   | —    | 7 %    | 62 %  |
| CRRC Georgia | 17.12.2020– 24.12.2020 | 31 % | 5 %  | —   | —    | —   | —   | —        | —   | —   | —   | —   | —    | 9 %    | 54 %  |
| CRRC Georgia | 08.12.2020– 14.12.2020 | 30 % | 8 %  | 2 % | 1 %  | 1 % | 1 % | 2 %      | 1 % | —   | —   | —   | —    | 2 %    | 53 %  |

Anmerkungen zu den Wahlumfragen:
1. 1 2 3  
Datum der Veröffentlichung.

## Reaktionen und Ereignisse nach der Wahl

### Reaktionen
Erste Teilergebnisse in der Wahlnacht ließen bereits die Verkündung eines Wahlsiegs des Georgischen Traum erwarten, sodass sich deren Vertreter bereits vor der Veröffentlichung von Wahlergebnissen als Sieger präsentierten, während die Oppositionsparteien zunächst abwartend blieben und auf eigene Erhebungen verwiesen, die einen Sieg der Opposition erwarten ließen. Große Kundgebungen blieben am Wahlabend aus. Einen Tag nach der Wahl, als die Wahlkommission ihr vorläufiges Ergebnis veröffentlicht hatte, kritisierte Staatspräsidentin Salome Surabischwili die Wahl als „durchgehend gefälscht“ und erkannte die Ergebnisse nicht an. Ebenso wies jedes der vier Oppositionsbündnisse, die nach dem offiziellen Ergebnis ins Parlament kämen, das Ergebnis als gefälscht zurück. Gemeinsam riefen sie die Bevölkerung zu Protesten auf und bezeichneten den verkündeten Sieg der Regierungspartei als eine russische Operation gegen das georgische Volk zu dessen Unterwerfung. Viele Oppositionspolitiker verkündeten, die gewonnenen Mandate nicht anzunehmen, um dem neugewählten Parlament keine Legitimation zu verleihen. Auch Vertreter der Regierungspartei riefen die Opposition auf, nicht Teil des neuen Parlaments zu sein.
Der ungarische Ministerpräsident Viktor Orbán übermittelte der Regierungspartei und Premierminister Irakli Kobachidse seine Glückwünsche. Er reist zwei Tage nach der Wahl persönlich nach Georgien zu einem offiziellen Besuch. Ebenfalls positiv bewertet wurde das Wahlergebnis in Moskau, so durch die als regierungsnah geltende Chefredakteurin des russischen Senders RT, Margarita Simonjan, sowie aus dem benachbarten Aserbaidschan und Armenien. Später schlossen sich auch die Türkei, China und Venezuela den Glückwünschen an die georgische Regierung an. Dagegen verurteilten viele europäische, vor allem osteuropäische Vertreter die Wahlergebnisse oder zogen die Ergebnisse wegen der berichteten Verstöße in Zweifel. Für die EU forderte Ratspräsident Charles Michel sowie später Außenminister von 13 Ländern die georgischen Behörden auf, mögliche Manipulationen zügig und transparent zu untersuchen und das Europäische Parlament drückte eine tiefe Besorgnis über die Entwicklungen aus. Auch die amerikanische Regierung und weitere US-Politiker forderten Untersuchungen und die Einhaltung des Wahlrechts und der Rechtsstaatlichkeit.
Am Montag nach der Wahl wiesen Regierungsvertreter und die Wahlkommission die Vorwürfe von Wahlmanipulation zurück und sprachen von Falschinformationen, die verbreitet würden. Der zu Besuch in Georgien eintreffende ungarische Ministerpräsident Orbán wurde mit Buhrufen von Demonstranten empfangen, während sich Tausende in Tiflis zu Protesten gegen das verkündete Wahlergebnis versammelten. Auf der Veranstaltung sprachen Vertreter der vier Oppositionsgruppen sowie Staatspräsidentin Surabischwili und der frühere Präsident Giorgi Margwelaschwili. Auf der Kundgebung sprachen alle diese Gruppen von einem gemeinsamen Kampf und stellten ihre Positionen und Forderungen an die Regierung vor:
1. Die Wahl sei nicht legitimiert.
2. Die Opposition werde alle Kandidaturen zurückziehen und kein Mandat annehmen.
3. Die Opposition wolle bis zum Sieg kämpfen.
4. Die Opposition fordere Neuwahlen unter internationaler Aufsicht statt durch die georgische Wahlkommission. Über diese Forderung werde man nicht verhandeln.[106]

### Beurteilung durch Wahlbeobachter
Die Wahlbeobachter der OSZE, des Europarats, des Europaparlaments und der NATO kritisierten am 27. Oktober gemeinsam Beeinträchtigungen der Wahl und äußerten Zweifel an der Glaubwürdigkeit der offiziellen Wahlergebnisse. An Beeinträchtigungen wurden Einschüchterung von Wählern, Druck auf Behördenmitarbeiter, Gewalt gegen Beobachter und Journalisten, Stimmenkauf sowie Mehrfachabstimmungen mittels verschiedener Methoden genannt. Die OSZE sprach von einer Atmosphäre der Überwachung durch die Regierung, in der die Wahlen stattgefunden hätten. Ähnlich berichten aus Deutschland zur Beobachtung angereiste Politiker von Druck auf die Wähler durch „Staatspropaganda und Fake News“ sowie „schwer wiegende Manipulationen“. Auch mehrere lokale Beobachtergruppen, die am Tag nach der Wahl ihre Berichte veröffentlichten, sprachen von umfangreichen Wahlbeeinflussungen und Manipulationen und einem „komplexen System des Wahlbetrugs“, in dem die beobachteten Verstöße zugunsten der Regierungspartei zusammenhängen. Es seien mehr als ein Wahlzettel an Einzelpersonen ausgegeben worden oder Wahlurnen bereits zugunsten der Regierung gefüllt gewesen. Regierungstreue Wähler seien zu mehreren Wahlorten hintereinander gefahren worden und auf andere Wähler habe man Druck ausgeübt bis zu Drohungen und Gewalt. Die lokalen Wahlbeobachter forderten daher eine Annullierung der Wahl. Auch unabhängige armenische Beobachter berichteten von zahlreichen Wahlrechtsverletzungen, die die Wahl überschattet hätten.
Zwei georgische Wahlbeobachterorganisationen stellten am 30. Oktober ihre Funde vor. GYLA forderte für zwei Drittel der Wahlbezirke (2.263) die Annullierung wegen systematischer Unregelmäßigkeiten wie Videoüberwachung des Wahlvorgangs, We Vote forderte für 246 Bezirke die Annullierung wegen grober Missachtung grundlegender Wahlprinzipien. Die Beobachterorganisation ISFED berichtete von 490 beobachteten Vorfällen der Wahlbeeinflussung. Insbesondere die Verletzung des Wahlgeheimnisses sei massiv gewesen. Die demoskopische Plattform Europe Elects konnte in einer Nachwahlanalyse auf Basis der offiziellen Daten der zentralen Wahlkommission von Georgien zeigen, dass speziell in ländlichen Wahlbezirken statistisch signifikante Hinweise auf systematischen Wahlbetrug vorliegen. Die breite Anomalie der Wahlergebnisse ländlicher Wahlkreise beobachteten schon zuvor der Wahlbeobachter Lewan Kwirkwireli, der in ländlichen (nicht in städtischen) Wahlkreisen signifikante Abweichungen von der Normalverteilung nachwies, die er „russischen Schweif“ nannte, weil sie in den manipulierten Wahlen in Russland üblich sind. Auch der Wahlbeobachter Roman Udot bewies durch die Sobjanin-Suchowolsky-Methode deutliche Indizien für Manipulation. Methoden der Manipulation waren beispielsweise Doppel- und Mehrfachvoten für Regierungsanhänger, gekaufte Stimmen, Verletzung des Wahlgeheimnisses durch einsehbare und gefilmte Wahlkabinen oder unautorisierte Begleitungen in die Kabinen, Gewalt vor und in Wahllokalen gegen Wähler der Opposition und Fehlfunktionen und Manipulationen der elektronischen Stimmzähler. In Marneuli stürmten und verwüsteten Randalierer mindestens ein Wahllokal und stopften Packen von Wahlzetteln in die Urnen, woraufhin die georgische Wahlkommission die lokalen Ergebnisse annullierte, was die Randalierer wohl beabsichtigten, denn der Wahlkreis drohte der Regierungspartei an die Opposition verloren zu gehen; im Dorf Didwela in der Munizipalität Baghdati zerstörte ein Randalierer alle elektronischen Wahlmaschinen. Ähnlich wie Europe Elects bezeichneten auch die Institute HarrisX und Edison Research die verkündeten Wahlergebnisse, anhand Vergleichen mit eigenen Erhebungen, als „statistisch unmöglich“.
Am 20. Dezember 2024 stellten die OSZE-Wahlbeobachter ihren Abschlussbericht vor. In diesem wurden von erheblicher Einflussnahme auf den Wahlprozess gesprochen, die teilweise die freie Stimmabgabe ohne Furcht vor Vergeltung nicht möglich gemacht habe. Das Vertrauen in den Wahlprozess habe deutlich gelitten und die demokratischen Prozesse seien in Gefahr. Während der Rechtsrahmen eine gute Grundlage gegeben habe, sei durch die Instrumentalisierung von Medien, Ausnutzung ihrer Macht durch die Regierungspartei sowie deren finanzielle Vorteile ein Ungleichgewicht und keine faire Wahlumgebung zustande gekommen. Nach der Wahl seien die Vorwürfe nur unzureichend untersucht worden und die gewalttätige Unterdrückung der Proteste sowie Festnahmen zeigten deutliche Verletzungen internationaler Normen.

### Untersuchungen zu Wahlbetrug und Protestbewegung
Am 29. Oktober beauftragte die georgische Wahlkommission die Staatsanwaltschaft, die Vorwürfe der Wahlmanipulation zu untersuchen. Diese lud dazu die Präsidentin vor, die dabei angab, dass es nicht ihre Aufgabe sei, sondern die der Staatsanwaltschaft, Beweise zu sammeln und vorzulegen. Ihre Vorladung wurde von den Oppositionsbündnissen scharf kritisiert. Es wurden Nachzählungen in 366 ausgelosten Wahlbezirken durchgeführt, die nur zu sehr kleinen Änderungen führten. Am 30. Oktober erhob der KO Vorwürfe gegen die Opposition, sie hätten ihre Wähler in anderen Bezirken als Wahlhelfer registriert und damit deren Zugang zur Wahl behindert. Außerdem erhob ein Parteivertreter in Marneuli, wo er dabei beobachtet wurde, Wahlurnen mit Wahlzetteln vollzustopfen, Vorwürfe gegen die Opposition, ihn dazu provoziert zu haben. Der zugleich veröffentlichte Bericht der EU-Kommission zum Beitrittsprozess Georgiens sah diesen durch die jüngsten Ereignisse wie auch die Politik der Regierung im vergangenen Jahr als gefährdet. Am 31. Oktober verkündete die georgische Staatsanwaltschaft, 47 Fälle von Wahlbetrug untersuchen zu wollen. Am 2. November 2024 begannen in Tiflis Demonstrationen gegen den Wahlbetrug, die von da an jeden weiteren Tag stattfanden. Am gleichen Tag kamen Vorwürfe der Opposition auf, dass die Wahlbehörden Daten über die Wahl löschen würden, um den Betrug zu vertuschen. Die amerikanische Regierung rief zu unabhängigen Untersuchungen der Vorwürfe auf und kündigte Konsequenzen an, falls Georgien sich zu einem autoritären Regime entwickeln würde. Am 4. November gab ein Stadtgericht in der Munizipalität Tetrizqaro dem Antrag von GYLA auf Annullierung der Wahlergebnisse in 30 Wahlbezirken wegen Verletzung des Wahlgeheimnisses statt.
Am 19. November legte Präsidentin Surabischwili beim georgischen Verfassungsgericht Beschwerde gegen die Wahlergebnisse ein mit dem Ziel einer Wahlwiederholung. Unter anhaltenden Protesten der Opposition und auf den Straßen der Hauptstadt trat am 25. November trotz des laufenden Verfahrens vor dem Verfassungsgericht das neugewählte georgische Parlament zur ersten Sitzung zusammen. Dabei waren nur Abgeordnete der Regierungspartei anwesend, während die Sitzung von allen Abgeordneten der Opposition boykottiert wurde. Am gleichen Tag wurden Änderungen in der Besetzung der Regierung verkündet. Da die Wahlergebnisse weiterhin angefochten werden und nicht endgültig bestätigt wurden, beurteilen Verfassungsrechtler die Konstituierung des neuen Parlaments als Bruch der Verfassung. Am 28. November rief das Europäische Parlament wegen der zahlreichen Unregelmäßigkeiten in einer Resolution zu einer Wiederholung der Parlamentswahl in Georgien innerhalb eines Jahres auf.
Ebenfalls am 28. November wurde die neue, vom Georgischen Traum geführte Regierung aufgestellt und vor dem Parlament vereidigt. Ein Entschließungsentwurf legte die Präsidentenwahl auf den 14. Dezember und die Amtseinführung auf den 29. Dezember 2024. Mit dem Regierungsprogramm wurde verkündet, dass man den EU-Beitrittsprozess bis 2028 unterbrechen wolle. Noch am gleichen Abend kam es zu Demonstrationen gegen diese Entscheidung in Tiflis, gegen die die Polizei hart vorging. Am folgenden Tag wurde die Entscheidung zum Aussetzen des Beitrittsprozesses von europäischen Politikern mit Bedauern aufgenommen. Neben Vertretern der georgischen Opposition sowie der noch amtierenden Präsidentin Surabischwili wandten sich auch zahlreiche Beamte in den Regierungsbehörden in gemeinsamen Stellungnahmen gegen die Entscheidung. Die Universität von Georgien sowie weitere Institutionen stellten ihre Arbeit ein und riefen zum Protest auf. Auch am Abend des 29. November kam es zu Demonstrationen Zehntausender in Tiflis sowie in weiteren Städten des Landes. Diese setzten sich in einer anhaltenden Protestbewegung fort.